# PSY·S
PSY·S（日语：サイズ），日本新浪潮系音樂組合。1985年出道。1996年8月1日解散。1980年代後半投入樂壇，使用Fairlight CMI一種在當時最先進的電子樂器在日本流行音樂界而為人熟知，讓該樂團成為1990年代J-POP先驅。
該團成員由主唱、作詞人CHAKA（本名：安則真實），作曲與編曲人松浦雅也組成。

## 成員
- 松浦雅也（日语：松浦雅也）（1961年6月16日—）作曲、改編曲

大阪府大阪市出身。構築出以Fairlight CMI的音色為基礎，專門進行電子琴、吉他、貝斯等多種樂器的職業樂器演奏家。PSY·S解散後，他專注於遊戲企劃製作，為PlayStation遊戲機出款的音樂遊戲《PaRappa the Rapper》確立了新的遊戲類型之地位，並獲得無數獎項。
- CHAKA（日语：CHAKA (歌手)）（其他藝名：、安則，出生名：安則真實，1960年7月16日—）主唱、作詞。大阪府大阪市西成區出身。18歲的時候，在位於大阪的爵士樂俱樂部開始職業歌手的活動。PSY·S解散後，她重返爵士樂領域持續活動。曾獲『Swing Journal（德语：Swing Journal）』的JAZZ DISC大獎。現職洗足學園音樂大學爵士樂科的聲樂講師及英文會話講師。

## 來歷、概要
- PSY·S是1983年一開始以地下樂團「PLAYTECHS」的名義，尚未開始進行LIVE活動而推出首張專輯（非賣品）起家。
- 1985年5月22日，PSY·S與音樂製作人岡田徹（日语：岡田徹）一起共同企劃製作，推出專輯《Different View》單曲「Teenage」，兩者都選在同一天發行（現Sony Music Entertainment），從此以CBS Sony旗下藝人正式步入樂壇而出道。此外，「Teenage」的Music Video導演由中野裕之（日语：中野裕之）擔任。出道當時，PSY·S音樂經紀公司設在「SD關西」（後來的CS Artists、Sony Music Artists）。這一年之間，PSY·S活動的方式並非一開始舉辦LIVE演唱會，而是直接前往錄音室進行音樂的錄製。
- 出道以來，PSY·S的音樂風格當初並不是在LIVE活動中使用合成器同步演奏的風格，而是以幕後樂隊「Live PSY·S」幫賣藝者（日语：バンドサウンド）（日文：／英文：Band Sound）合音。而參加LIVE演出的人有美尾洋乃（日语：美尾洋乃）、鈴木賢司（日语：鈴木賢司）、沖山優司（日语：沖山優司）、安部王子（日语：安部王子）、新居昭乃、保刈久明（日语：保刈久明）、南流石（日语：南流石）等人。
- 1987年，PSY·S單曲「Mind Check」獲得同年在NHK教育頻道開播的《週六俱樂部（日语：土曜倶楽部）》主題歌曲使用。
- 1988年4月21日，PSY·S單曲「Angel Night ～天使所在之處～」獲選為讀賣電視台電視動畫《城市獵人2》（第1話～第26話）片頭主題曲使用而一躍成名，讓該樂團的名氣就此盛傳開來。
- 進入1990年之後，PSY·S開始改變不一樣的音樂錄製方式，不再使用Fairlight CMI（英语：Fairlight CMI）。像1991年專輯《SIGNAL》收錄的同名歌曲則是完全專注於現場表演模擬錄製的方式完成；次年1991年專輯《HOLIDAY》收錄的同名歌曲則是使用家中每位音樂家錄製的聲音材料，沒有前往錄音室進行錄音所完成；1993年專輯《WINDOW》收錄的歌曲「The Seven Colors」則是使用麥金塔的多媒體CD-ROM完成；PSY·S自身翻唱歌曲「HOME MADE」使用原聲吉他楽器。每一次不斷改變錄製的方式般大幅變化是PSY･S的風格和特色。
- 1996年，松浦於雜誌專訪中發佈PSY·S解散的消息[1]。同年8月1日於發行該樂團的精選專輯《Two Bridges（日语：Two Bridges）》之後的當天正式解散。

## 逸事
在這11年的活動期間（PSY·S出道之前，有2年的音樂製作期），松浦與安則除了工作之外，2人只有一次私下會面，松浦稱「在咖啡店只需大約30分鐘」，安則稱原因是因為「松浦只想獨自跟音樂聯繫」。

## 音樂作品

### 單曲
|      | 發行日期       | 單曲名稱（日文名稱）                                             | 商業搭配 | 備註               |
| ---- | -------------- | ---------------------------------------------------------------- | --- | ------------------ |
| 1st  | 1985年5月22日  | Teenage                                                          | |                    |
| 2nd  | 1985年11月21日 | BRAND-NEW MENU                                                   | SEIKO手錶「ALBA」廣告歌曲                                                                                                |                    |
| 3rd  | 1986年3月5日   | Another Diary                                                    | SEIKO手錶「ALBA」廣告歌曲                                                                                                |                    |
| 4th  | 1986年11月21日 | Woman·S                                                          | 關西電視台、富士電視網綜藝節目《明石家一對一》片尾主題曲                                                                 |                    |
| 5th  | 1987年2月26日  | Silent Song（マンスリー·ソング）                                                  | NHK-FM電台節目《Sound Street》主題歌曲 株式會社PHENIX 1986 collection廣告歌曲                                            | [ 注 1 ]           |
| 6th  | 1987年9月21日  | 檸檬的勇氣（）                                                   | OVA動畫《TO-Y》形象歌曲                                                                                                  | 松浦擔當劇中音樂。 |
| 7th  | 1988年4月21日  | Angel Night ～天使所在之處～（Angel Night ～～）                 | 讀賣電視台、日本電視網電視動畫《城市獵人2》片頭主題曲                                                                    | PSY·S的代表歌曲。  |
| 8th  | 1988年7月21日  | 薔薇與虛構（）                                                   | |                    |
| 9th  | 1988年10月21日 | Parachute Limit                                                  | 日本電視台體育新聞節目《獨家!! 體育情報》片頭主題曲 Super Famicom遊戲機遊戲《COSMIC EPSILON》1面背景音樂（商業搭配歌曲） |                    |
| 10th | 1989年1月21日  | CHILD                                                            | |                    |
| 11st | 1989年7月21日  | 朦朧的疼痛（）                                                   | |                    |
| 12nd | 1989年12月1日  | Wondering up and down ～水的邊緣～（Wondering up and down ～～） | |                    |
| 13rd | 1990年5月21日  | 一起同樂吧（遊びにきてね）                                                   | |                    |
| 14th | 1990年9月21日  | Kisses                                                           | |                    |
| 15th | 1991年2月10日  | Friends or Lovers                                                | TBS週五電視劇《媽咪佳人》主題歌曲                                                                                        |                    |
| 16th | 1991年3月1日   | 電氣與薄荷 -Movie Mix（ -Movie Mix）                             | |                    |
| 17th | 1991年8月23日  | 早晨 ～from day to day（ ～from day to day）                     | |                    |
| 18th | 1991年12月1日  | Moonshine                                                        | |                    |
| 19th | 1992年9月21日  | 太陽雨的藍天 -Live Version（ -Live Version）                     | |                    |
| 20th | 1993年6月2日   | 飽滿的藍天（青空がいっぱい）                                                   | |                    |
| 21st | 1994年2月21日  | 就像花朵的樣子（花のように）                                               | |                    |
| 22nd | 1994年11月21日 | be with YOU                                                      | |                    |

### 專輯

#### 原創專輯
|     | 發行日期       | 專輯名稱（日文名稱） | 備註 |
| --- | -------------- | -------------------- | ---- |
| 1st | 1985年5月22日  | Different View       |      |
| 2nd | 1986年7月2日   | PIC-NIC              |      |
| 3rd | 1987年8月1日   | Mint-Electric        |      |
| 4th | 1988年8月1日   | NON-FICTION          |      |
| 5th | 1989年7月21日  | ATLAS                |      |
| 6th | 1990年7月1日   | SIGNAL               |      |
| 7th | 1991年12月12日 | HOLIDAY              |      |
| 8th | 1993年7月1日   | WINDOW               |      |
| 9th | 1994年12月12日 | EMOTIONAL ENGINE     |      |

#### 其它專輯
1. PSY·S Presents "Collection"（日语：PSY・S Presents "Collection"） （1987年2月26日） 以NHK-FM電台節目「Sound Street（日语：サウンドストリート）」為基礎的合作專輯
Wake Up (A Short Version)／／／／Woman·S (Bossa nova Version)／／Pictureness／／ (Instrumental Version)
2. TWO HEARTS（日语：TWO HEARTS (アルバム)） （1991年4月25日） 精選專輯
Woman・S(New Version)／ (Movie Mix)／Friends or Lovers(New Mix)／Lemon(New Mix)／／Desert(New Version)／Another Diary(New Version) / Brand-New Menu(New Version)／景色(New Version)／Cubic Lovers／Angel Night ～～(New Mix)／／From The Planet With Love('87 Version)／Parachute Limit／Wondering up and down ～
3. TWO SPIRITS （1992年7月22日） LIVE精選專輯
Parachute Limit／Teenage／Kisses／Christmas in the air／Paper Love(English Version)／／TOYHOLIC／Everyday／Friends or Lovers／／EARTH  ～～／Silent Song／
4. HOME MADE（日语：HOME MADE (PSY・Sのアルバム)） （1994年4月21日） 自我翻唱專輯
 ～from day to day／／ROBOT／Lemon／"BLUE"／Friends or Lovers／／／／？／／EARTH ～～／ Instrumental／ Honkey Tonk Version
5. Two Bridges（日语：Two Bridges） （1996年8月1日） 精選專輯
／Kisses／ ～from day to day／？／／／／／／／／be with YOU／Moonshine／GIMMICK／Seeds
6. Brand-New Menu+Another Diary（日语：Brand New Menu+Another Diary） （1998年）
7. GOLDEN☆BEST PSY·S (SINGLES+)（日语：GOLDEN☆BEST PSY・S SINGLES+） （2002年11月20日） 單曲精選專輯
Teenage／BRAND-NEW MENU／／ANOTHER DIARY／Woman·S／／Lemon／Angel Night ～～／／Parachute Limit／／Fuzzy Pain／Wondering up and down ～／／Kisses／CHILD／Friends or Lovers／(Movie Mix)／ ～from day to day／Moonshine／／／／be with YOU / Christmas in the air (ライブ)／From the Planet With Love (ライブ)／TOYHOLIC (ライブ)／ ()／Monster's Dance (Blood Runner名義)／TINKER BELL(：Woman·S ～～Friends or Lovers～Lemon～／Fuzzy Pain～Desert～／ANOTHER DIARY～BRAND-NEW MENU～景色～Cubic Lover～Angel Night／～～From The Plant  With Love～Parachute Limit～Wondering up and down／）
8. Psyclopedia（2012年12月12日）
  - 收錄了PSY·S的歷年共9張原創專輯，Collection、TWO HEARTS、HOME MADE、TWO BRIDGES、TWO SPIRITS HISTORY（TWO SPIRITS的再構成盤），及追加的初收錄歌曲等母帶之Blu-Spec CD 14枚盒裝套組。
  - 其中，「3-D天國」曾被NHK音樂節目《大家的歌（日语：みんなのうた）》選為1988年10月～11月份歌曲使用。而該歌曲第一次CD化收錄是在1997年9月1日發售CD《NHK 大家的歌 甘蔗田（NHK ）》，Ki/oon Music發行。第二次CD收錄是在2012年12月12日發行的Blu-Spec CD 14枚盒裝套組「Psyclropedia」的DISC 3中。

### 錄影帶單曲
- (CDV)（1988年3月5日）

From The Planet With Love (New Version)／BRAND-NEW MENU (12inch Version)／Chasing The Rainbow／／
- (VSD（日语：ビデオシングルディスク）)（1990年9月21日）

### 錄影帶
- PSY·S 4SIZE
- LIVE PSY·S Non-Fiction Tour '88-'89
- Looking for the “ATLAS” Tour
- Tri-PSY·S
- Signal Victory Tour
- Paradise Tour
- MUSIC IN YOUR EYES

### DVD
- LIVE PSY·S NON-FICTION TOUR '88-'89/PSY·S 4SIZE（2005年9月7日）

### VIDEO CD
- MUSIC IN YOUR EYES（1994年）

## 相關人物
- 佐伯健三（日语：サエキけんぞう）－PSY･S出道初期的作詞擔當人
- 今道友隆（日语：いまみちともたか）－為PSY･S的許多代表作品負責吉他演奏
- 松尾由紀夫（日语：松尾由紀夫）
- 松本隆（日语：松本隆）
- 久保田洋司（日语：久保田洋司）
- 東祥高（日语：東祥高）－曾邀請松浦加入東祥高他的個人音樂製作工房「TON STUDIO」，之後該工作室法人化並改名「NEW*TON STUDIO」，東祥高擔任社長，松浦所屬至1993年為止。

## 外部連結
- PSY·S［saiz］ | Sony Music Offical Site（页面存档备份，存于） （日語）
- PSY·S - TOWER RECORDS ONLINE （日語）